# Wanny Woldstad
Ivanna (Wanny) Margrethe Woldstad, née Ingvardsen le 15 janvier 1893 à Sommarøy, dans la région de Tromsø, et décédée le 26 octobre 1959 à Sørkjosen, a été la première femme trappeuse d'ours polaires.

## Biographie
Wanny Woldstad était la fille d'Ingvard Martin Olsen (1857–?) et de Christine Pauline Edvardsdatter (1859–?). Elle a grandi dans un environnement de pêche et d'agriculture dans le nord de la Norvège. Elle épousa Othar Jacobsen (1891–1918) vers 1915 et résida à Kirkenes, Senja puis à Tromsø. Un an après que Wanny eut donné naissance à son deuxième enfant, Bjørvik Jacobsen (1917), son mari mourut en octobre 1918 des suites de la grippe espagnole. Après cela, Wanny Ingvardsen commença à travailler comme gouvernante au Grand Hôtel de Tromsø puis comme chauffeur. Elle se remarie en 1921 avec le maître-boulanger Martin Woldstad (1861-1939) à Tromsø.
Elle devint partenaire du pêcheur Anders Sæterdal (1894–?) du Nordland et le suivit à l'automne de 1932 jusqu'au sud de Svalbard. Elle passa l'hiver 1932-1933, ainsi que les quatre hivers suivants, à Hyttevika sur le fjord Hornsund, à Svalbard. Ses deux fils étaient également trappeurs pendant les hivers 1933-1934 et 1934-1935.
Après les années passées à Svalbard, Anders Sæterdal et Wanny Woldstad ont eu une ferme à Mo i Rana avec huit vaches, trois chevaux et une grande ferme à renards. Après une rupture de relation, elle a vendu sa part à la ferme et a été agricultrice indépendante, cultivant des poulets et des fraises à Lenvik.